# Listă de filme de aventură din anii 1950
Aceasta este o listă de filme de aventură din anii 1950:
| 1950                                                                                 |                                      |                                                             |                                                                                             |                                             |
| The Elusive Pimpernel                                                                | Michael Powell, Emeric Pressburger   | David Niven, Margaret Leighton, Jack Hawkins                | Regatul Unit al Marii Britanii și al Irlandei de Nord                                       | [ 1 ]                                       |
| The Flame and the Arrow                                                              | Jacques Tourneur                     | Burt Lancaster, Virginia Mayo, Robert Douglas               | Statele Unite ale Americii                                                                  | film fantastic aventură                     |
| Fortunes of Captain Blood                                                            | Gordon M. Douglas                    | Louis Hayward, Patricia Medina, George Macready             | Statele Unite ale Americii                                                                  | [ 3 ]                                       |
| Kim                                                                                  | Victor Saville                       | Errol Flynn, Dean Stockwell și Paul Lukas                   | Statele Unite ale Americii                                                                  | [ 4 ]                                       |
| King Solomon's Mines                                                                 | Compton Bennett, Andrew Marton       | Stewart Granger, Deborah Kerr, Richard Carlson              | Statele Unite ale Americii                                                                  | Film de dragoste aventură                   |
| Treasure Island                                                                      | Byron Haskin                         |                                                             | Statele Unite ale Americii · Regatul Unit al Marii Britanii și al Irlandei de Nord          | Aventură pe mare                            |
| 1951                                                                                 |                                      |                                                             |                                                                                             |                                             |
| The African Queen                                                                    | John Huston                          | Humphrey Bogart, Katharine Hepburn, Robert Morley           | Statele Unite ale Americii · Regatul Unit al Marii Britanii și al Irlandei de Nord          | Film de dragoste aventură                   |
| Captain Horatio Hornblower                                                           | Raoul Walsh                          | Gregory Peck, Virginia Mayo, Robert Beatty                  | Regatul Unit al Marii Britanii și al Irlandei de Nord                                       | [ 8 ]                                       |
| Caroline Cherie                                                                      | Richard Pottier                      | Martine Carol, Marie Déa, Alfred Adam                       | Franța                                                                                      | [ 9 ]                                       |
| Mask of the Avenger                                                                  | Phil Karlson                         | John Derek, Anthony Quinn, Jody Lawrance                    | Statele Unite ale Americii                                                                  | [ 10 ]                                      |
| 1952                                                                                 |                                      |                                                             |                                                                                             |                                             |
| Against All Flags                                                                    | George Sherman                       | Errol Flynn, Maureen O'Hara, Anthony Quinn                  | Statele Unite ale Americii                                                                  | Aventură pe mare                            |
| Blackbeard the Pirate                                                                | Raoul Walsh                          | Robert Newton, Linda Darnell, William Bendix                | Statele Unite ale Americii                                                                  | Aventură pe mare                            |
| Un Caprice de Caroline Cherie                                                        | Jean Devaivre                        | Martine Carol, Jean Pascal, Jacques Dacqmine                | Franța                                                                                      | Film de dragoste aventură                   |
| The Crimson Pirate                                                                   | Robert Siodmak                       | Burt Lancaster, Eva Bartok, Nick Cravat                     | Regatul Unit al Marii Britanii și al Irlandei de Nord · Statele Unite ale Americii          | aventură comedie                            |
| Fanfan la Tulipe                                                                     | Christian-Jaque                      | Gérard Philipe, Gina Lollobrigida, Marcel Herrand           | Franța · Italia                                                                             | Film de dragoste aventură                   |
| The Golden Coach                                                                     | Jean Renoir                          | Anna Magnani, Duncan Lamont, Riccardo Rioli                 | Franța · Italia                                                                             | Film de dragoste aventură                   |
| Ivanhoe                                                                              | Richard Thorpe                       | Robert Taylor, Elizabeth Taylor, Joan Fontaine              | Regatul Unit al Marii Britanii și al Irlandei de Nord · Statele Unite ale Americii          | Film de dragoste aventură                   |
| King of the Khyber Rifles                                                            | Henry King                           | Tyrone Power, Terry Moore, Michael Rennie                   | Statele Unite ale Americii                                                                  | Film de dragoste aventură                   |
| The Prisoner of Zenda                                                                | Richard Thorpe                       | Stewart Granger, Deborah Kerr, James Mason                  | Statele Unite ale Americii                                                                  | Film de dragoste aventură                   |
| The Three Musketeers                                                                 | André Hunebelle                      | Georges Marchal, Gino Cervi, Yvonne Sanson                  | Franța · Italia                                                                             | [ 20 ]                                      |
| Scaramouche                                                                          | George Sidney                        | Stewart Granger, Eleanor Parker, Janet Leigh                | Statele Unite ale Americii                                                                  | [ 21 ]                                      |
| The Story of Robin Hood and His Merrie Men                                           | Ken Annakin                          | Richard Todd, Peter Finch                                   | Regatul Unit al Marii Britanii și al Irlandei de Nord                                       | [ 22 ]                                      |
| 1953                                                                                 |                                      |                                                             |                                                                                             |                                             |
| Beat the Devil                                                                       | John Huston                          | Humphrey Bogart, Jennifer Jones, Gina Lollobrigida          | Statele Unite ale Americii · Regatul Unit al Marii Britanii și al Irlandei de Nord · Italia | aventură comedie                            |
| Cat Women of the Moon                                                                | Arthur D. Hilton                     | Sonny Tufts, Victor Jory, Marie Windsor                     | Statele Unite ale Americii                                                                  | film de aventură în spațiul cosmic          |
| Jungle Drums of Africa                                                               | Fred C. Brannon                      | Don Blackman, John Cason                                    | Statele Unite ale Americii                                                                  | [ 25 ]                                      |
| Knights of the Round Table                                                           | Richard Thorpe                       | Ava Gardner, Robert Taylor, Mel Ferrer                      | Regatul Unit al Marii Britanii și al Irlandei de Nord · Statele Unite ale Americii          | Film de dragoste aventură                   |
| Little Fugitive                                                                      | Morris Engel, Ray Ashley, Ruth Orkin | Ricky Brewster, Richie Andrusco, Winifred Cushing           | Statele Unite ale Americii                                                                  | aventură dramă                              |
| Mogambo                                                                              | John Ford                            | Clark Gable, Ava Gardner, Grace Kelly                       | Statele Unite ale Americii                                                                  | [ 28 ]                                      |
| Plunder of the Sun                                                                   | John Farrow                          | Glenn Ford, Diana Lynn, Patricia Medina                     | Statele Unite ale Americii                                                                  | aventură dramă                              |
| Sadko                                                                                | Aleksandr Ptușko                     | Sergei Stolyarov, Alla Larionova, Mikhail Troyanovsky       | Uniunea Republicilor Sovietice Socialiste                                                   | [ 30 ]                                      |
| The Three Musketeers                                                                 | André Hunebelle                      | Georges Marchal, Gino Cervi, Yvonne Sanson                  | Franța · Italia                                                                             | [ 31 ]                                      |
| The Wages of Fear                                                                    | Henri-Georges Clouzot                | Yves Montand, Charles Vanel, Peter Van Eyck                 | Franța · Italia                                                                             | aventură dramă                              |
| 1954                                                                                 |                                      |                                                             |                                                                                             |                                             |
| The aventurăs of Hajji Baba                                                          | Don Weis                             | John Derek, Elaine Stewart, Rosemarie Bowe                  | Statele Unite ale Americii                                                                  | Film de dragoste aventură                   |
| aventurăs of Robinson Crusoe                                                         | Luis Buñuel                          | Dan O'Herlihy, Jaime Fernandez, Felipe de Alba              | Mexic · Statele Unite ale Americii                                                          | [ 34 ]                                      |
| Ali Baba and the Forty Thieves                                                       | Jacques Becker                       | Fernandel, Dieter Borsche, Samia Gamal                      | Franța                                                                                      | [ 35 ]                                      |
| The Black Shield of Falworth                                                         | Rudolph Maté                         | Tony Curtis, Janet Leigh, David Farrar                      | Statele Unite ale Americii                                                                  | Film de dragoste aventură                   |
| Captain Kidd and the Slave Girl                                                      | Lew Landers                          | Anthony Dexter, Eva Gabor                                   | Statele Unite ale Americii                                                                  | Film de dragoste aventură                   |
| Long John Silver                                                                     | Byron Haskin                         | Robert Newton, Kit Taylor, Connie Gilchrist                 | Australia                                                                                   | Family-oriented aventură                    |
| The Naked Jungle                                                                     | Byron Haskin                         | Eleanor Parker, Charlton Heston, Abraham Sofaer             | Statele Unite ale Americii                                                                  | aventură dramă                              |
| 1955                                                                                 |                                      |                                                             |                                                                                             |                                             |
| African Manhunt                                                                      | Seymour Friedman                     | Ray Bennett                                                 | Statele Unite ale Americii                                                                  | [ 40 ]                                      |
| Captain Lightfoot                                                                    | Douglas Sirk                         | Rock Hudson, Barbara Rush, Jeff Morrow                      | Statele Unite ale Americii                                                                  | Film de dragoste aventură                   |
| Le Fils de Caroline Cherie                                                           |                                      | Magali Noël, Brigitte Bardot, Jean Pascal                   | Franța                                                                                      | Film de dragoste aventură                   |
| Moonfleet                                                                            | Fritz Lang                           | Stewart Granger, George Sanders, Joan Greenwood             | Statele Unite ale Americii                                                                  | [ 43 ]                                      |
| Ulysses                                                                              | Mario Camerini                       | Kirk Douglas, Silvana Mangano, Anthony Quinn                | Italia                                                                                      | film fantastic aventură                     |
| 1956                                                                                 |                                      |                                                             |                                                                                             |                                             |
| Around the World in Eighty Days                                                      | Michael Anderson                     | David Niven, Cantinflas, Robert Newton, Shirley MacLaine    | Statele Unite ale Americii · Regatul Unit al Marii Britanii și al Irlandei de Nord          | Film de dragoste aventură, aventură comedie |
| Les Aventures de Till L'Espiègle                                                     | Gérard Philipe, Joris Ivens          | Gérard Philipe, Jean Vilar, Jean Carmet                     | Franța · Germania de Est                                                                    | [ 46 ]                                      |
| Congo Crossing                                                                       | Joseph Pevney                        | George Nader, Virginia Mayo, Peter Lorre                    | Statele Unite ale Americii                                                                  | aventură dramă                              |
| The Court Jester                                                                     | Melvin Frank, Norman Panama          | Danny Kaye, Glynis Johns, Basil Rathbone                    | Statele Unite ale Americii                                                                  | aventură comedie                            |
| Death in the Garden                                                                  | Luis Buñuel                          | Simone Signoret, Charles Vanel, Georges Marchal             | Franța · Mexic                                                                              | aventură dramă                              |
| Forbidden Planet                                                                     | Fred Wilcox                          | Walter Pidgeon, Anne Francis, Leslie Nielsen                | Statele Unite ale Americii                                                                  | film de aventură în spațiul cosmic          |
| The Great Locomotive Chase                                                           | Francis D. Lyon                      | Fess Parker, Jeffrey Hunter, Jeff York                      | Statele Unite ale Americii                                                                  | [ 51 ]                                      |
| Ilya Muromets                                                                        | Alexander Ptushko                    | Boris Andreyev, Andrei Abrikosov, Natalya Medvedeva         | Uniunea Republicilor Sovietice Socialiste                                                   | film fantastic aventură                     |
| The Mountain                                                                         | Edward Dmytryk                       | Spencer Tracy, Robert Wagner, Claire Trevor                 | Statele Unite ale Americii                                                                  | [ 53 ]                                      |
| 1957                                                                                 |                                      |                                                             |                                                                                             |                                             |
| Legend of the Lost                                                                   | Henry Hathaway                       | John Wayne, Sophia Loren, Rossano Brazzi                    | Italia · Statele Unite ale Americii · Panama                                                | aventură dramă                              |
| The Saga of the Viking Women and Their Voyage to the Waters of the Great Sea Serpent | Roger Corman                         | Lynn Bernay, Susan Cabot, Gary Conway                       | Statele Unite ale Americii                                                                  | [ 55 ]                                      |
| 1958                                                                                 |                                      |                                                             |                                                                                             |                                             |
| The 7th Voyage of Sinbad                                                             | Nathan H. Juran                      | Kerwin Mathews, Kathryn Grant, Richard Eyer, Torin Thatcher | Statele Unite ale Americii                                                                  | film fantastic aventură                     |
| The Hidden Fortress                                                                  | Akira Kurosawa                       | Toshirō Mifune, Misa Uehara, Kamatari Fujiwara              | Japonia                                                                                     | [ 57 ]                                      |
| Missile to the Moon                                                                  | Richard E. Cunha                     | Nina Bara, Gary Clarke, Tommy Cook                          | Statele Unite ale Americii                                                                  | film de aventură în spațiul cosmic          |
| Queen of Outer Space                                                                 | Edward Bernds                        | Zsa Zsa Gabor, Eric Fleming, Laurie Mitchell                | Statele Unite ale Americii                                                                  | film de aventură în spațiul cosmic          |
| La Tempesta                                                                          | Alberto Lattuada                     | Van Heflin, Viveca Lindfors, Silvana Mangano                | Italia · Franța · Iugoslavia                                                                | Film de dragoste aventură                   |
| 1959                                                                                 |                                      |                                                             |                                                                                             |                                             |
| The Angry Red Planet                                                                 | Ib Melchior                          | Gerald Mohr, Les Tremayne, Nora Hayden                      | Statele Unite ale Americii                                                                  | film de aventură în spațiul cosmic          |
| Ferry to Hong Kong                                                                   | Lewis Gilbert                        | Curd Jürgens, Orson Welles, Sylvia Syms                     | Regatul Unit al Marii Britanii și al Irlandei de Nord                                       | Aventură pe mare                            |
| The Indian Tomb                                                                      | Fritz Lang                           | Debra Paget, Paul Christian, Paul Hubschmid                 | Franța · Germania de Vest · Italia · Statele Unite ale Americii                             | Film de dragoste aventură                   |
| Kapitanskaya Dochka                                                                  | Vladimir Kaplunovsky                 | Oleg Strizhenov, Sergei Lukyanov, Iya Arepina               | Uniunea Republicilor Sovietice Socialiste                                                   | Film de dragoste aventură                   |
| Prisonniers De La Brousse                                                            | Willy Rozier                         | Georges Marchal, Jean-Pierre Kerien, Nadine Alari           | Franța                                                                                      | [ 65 ]                                      |
| The Tiger of Eschnapur                                                               | Fritz Lang                           | Debra Paget, Paul Hubschmid, Claus Holm                     | Germania de Vest · Franța · Italia                                                          | aventură dramă                              |
| Third Man on the Mountain                                                            | Ken Annakin                          | Michael Rennie, Janet Munro, James Donald                   | Statele Unite ale Americii · Regatul Unit al Marii Britanii și al Irlandei de Nord          | Family-oriented aventură                    |
| Watusi                                                                               | Kurt Neumann                         | George Montgomery, Taina Elg, David Farrar                  | Statele Unite ale Americii                                                                  | [ 68 ]                                      |